# Ascodipteron phyllorhinae
Ascodipteron phyllorhinae är en tvåvingeart som beskrevs av Adensamer 1896. Ascodipteron phyllorhinae ingår i släktet Ascodipteron och familjen lusflugor. Inga underarter finns listade i Catalogue of Life.